# LeMay Range
Die LeMay Range ist ein Gebirgszug von 64 km Länge und bis zu 2000 m Höhe im Zentrum der Alexander-I.-Insel vor der Westküste der Antarktischen Halbinsel. Er erstreckt sich in nordwest-südöstlicher Ausrichtung vom Snick-Pass bis zum Uranus-Gletscher.
Erstmals gesichtet hat sie der US-amerikanische Polarforscher Lincoln Ellsworth bei einem Überflug am 23. November 1935. Die dabei entstandenen Fotografien dienten Ellsworths Landsmann, dem Geographen W. L. G. Joerg, für eine Kartierung des nördlichen und östlichen Abschnitts. Erneut gesichtet wurde sie bei einem Überflug im Rahmen der Ronne Antarctic Research Expedition (1947–1948) unter der Leitung des US-amerikanischen Polarforschers Finn Ronne. Ronne benannte den Gebirgszug nach General Curtis E. LeMay (1906–1990), damals stellvertretender Leiter der Verbände für Forschung und Entwicklung der United States Army Air Forces, welche die Forschungsreise mit Ausrüstung ausstatteten. Ronnes Luftaufnahmen dienten dem britischen Geographen Derek Searle vom Falkland Islands Dependencies Survey im Jahr 1960 für eine neuerliche Kartierung.